# Ellis in Wonderland
| Recensione | Giudizio |
| ---------- | -------- |
| AllMusic   |          |

Ellis in Wonderland è il primo album, come leader, del chitarrista jazz statunitense Herb Ellis, pubblicato dall'etichetta discografica Norgran Records nel settembre del 1956.

## Descrizione
Da bambino, Herb Ellis aveva letto Alice nel Paese delle Meraviglie, ovviamente.
Molti anni dopo, stava componendo una piccola melodia e ha pensato di nuovo ad Alice e ha messo in musica i suoi pensieri.
Il risultato fu Ellis in Wonderland che inizia il suo tema su una specie di fox trot, avanza a un sentimento jazz più profondo ("Ecco dove Alice è spaventata". Ellis ha spiegato), e poi un minuetto e ritorno al tema originale, ("Ho molti stati d'animo diversi qui", ha detto Ellis, "come nel libro di Alice").
Sembrava la cosa più adatta al mondo di dare a questo album lo stesso titolo.
In realtà, questo album vuole essere una reunion da quando Ellis e Jimmy Giuffre, sassofonista tenore, erano compagni di stanza al North Texas State Teachers College di Denton.
Vivevano nel music hall al 204 di Normal, Denton, ma all'epoca facevano parte di band differenti.
Più tardi, sia Ellis che Giuffre fecero parte della band di Jimmy Dorsey, ma in tempi diversi.
In quest'album era la prima volta che registravano insieme.
"Pogo", è l'omaggio musicale di Herb al fumetto di Walt Kelly (uno dei preferiti di Herb), e il modo in cui Herb lo vedeva, musicalmente, era alla moda, molto vivace.
"Detour Ahead" è una composizione a tre: del pianista Lou Carter, del contrabbassista Johnny Frigo, e dello stesso Ellis: per cinque anni, i tre furono i componenti del gruppo Soft Winds.
In precedenza, Ellis aveva suonato sia nella band di Glen Gray che in quella di Jimmy Dorsey.
Nel 1953, Ellis era succeduto a Barney Kessel nel trio di Oscar Peterson.
Down Beat indicò nel defunto chitarrista Charlie Christian, Lester Young e Charlie Parker le figure chiave che influenzarono musicalmente Ellis.
Queste influenze si possono avvertire nella chitarra agile e oscillante di Ellis.
Down Beat ha anche detto questo su Herb Ellis: "suona la chitarra ritmica in modo estremamente abile, usa varie sfumature di suoni, ha velocità, i suoi assoli sono puliti e fantasiosi, e alimenta grossi accordi di sottofondo.
In breve, è uno dei chitarristi più abili nella scena odierna..."
Il sassofonista Giuffre, che aveva suonato nell'orchestra delle forze aeree dell'esercito nel 1944, possedeva già un background variegato, che includeva periodi con Spade Cooley, Woody Herman, Buddy Rich e un lavoro con la Dallas Symphony come solista tenore in "Porgy and Bess".
La composizione "Four Brothers", è una delle sue più famose.
Harry "Sweets" Edison, originario di Columbus, Ohio, veterano che vanta una presenza di oltre 15 anni con la band di Count Basie e con il gruppo di Buddy Rich, oltre a incarichi di registrazione per film a Hollywood.
Charlie Mariano si è guadagnato una meritata reputazione come uno dei sassofonisti contralto più originali.
Discepolo del compianto Charlie Parker, Mariano, nato a Boston, ha lavorato due anni con l'orchestra di Stan Kenton e un tour con il gruppo di Chubby Jackson e Bill Harris.
Uno dei regali più importanti del Canada al jazz americano, Oscar Peterson è riconosciuto tra i migliori pianisti del periodo, in possesso di uno stile corposo e distintivo.
Peterson è un vincitore costante di quasi tutti i sondaggi jazz.
Il bassista Ray Brown, di Pittsburgh, è un altro vincitore di vari sondaggi e, come Peterson, un habitué della compagnia Jazz at the Philharmonic.
Alvin Stoller è un batterista newyorkese con esperienze in varie orchestre tra cui quella di Benny Goodman e Harry James, e in lavori in studio a Hollywood.

## Tracce
LP (Norgran Records, MG N-1081)
Lato A (11,600)
1. Sweetheart Blues – 4:44 (musica: Herb Ellis) – Registrato il 28 dicembre 1955 a Hollywood, California
2. Somebody Loves Me – 4:52 (testo: Ballard MacDonald, Buddy DeSylva – musica: George Gershwin) – Registrato il 28 dicembre 1955 a Hollywood, California
3. It Can Happen to You – 3:44 (testo: Joe Young – musica: Fred E. Ahlert) – Registrato il 28 dicembre 1955 a Hollywood, California
4. Pogo – 4:43 (musica: Herb Ellis) – Registrato il 28 dicembre 1955 a Hollywood, California

Lato B (11,601)
1. Detour Ahead – 4:00 (Herb Ellis, Lou Carter, Johnny Frigo) – Registrato il 3 gennaio 1956 a Hollywood, California
2. Ellis in Wonderland – 3:49 (musica: Herb Ellis) – Registrato il 3 gennaio 1956 a Hollywood, California
3. Have You Met Miss Jones? – 6:18 (testo: Lorenz Hart – musica: Richard Rodgers) – Registrato il 3 gennaio 1956 a Hollywood, California
4. A Simple Tune – 4:10 (musica: Jimmy Giuffre) – Registrato il 3 gennaio 1956 a Hollywood, California

- Durata brani (non accreditati sull'album originale) ricavati dalla tracklist del CD pubblicato dalla Verve Records nel 2006 (B0005930-02)

## Musicisti
- Herb Ellis – chitarra
- Jimmy Giuffre – clarinetto, sassofono tenore, sassofono baritono
- Charlie Mariano – sassofono alto (solo nei brani: Detour Ahead e Ellis in Wonderland)
- Oscar Peterson – pianoforte
- Harry Edison – tromba
- Ray Brown – contrabbasso
- Alvin Stoller – batteria

### Produzione
- Norman Granz – produzione
- Registrazioni effettuate il 28 dicembre 1955 al Radio Recorders di Hollywood, California e il 3 gennaio 1956 al Capitol Studios di Hollywood, California
- Phil Stern – foto copertina album originale[3][4]